# Campionati del mondo di ciclismo su pista - Tandem
Il tandem (o "velocità su tandem") era una delle prove inserite nel programma dei campionati del mondo di ciclismo su pista.
La gara si svolse per la prima volta nell'edizione iridata 1966. La prova dei campionati 1972 non venne disputata, ma si tenne unicamente durante i Giochi olimpici di quell'anno. Fino al 1992 la gara fu riservata ai dilettanti, mentre nelle edizioni 1993 e 1994 si tenne come evento open.
Dopo i campionati del mondo 1994 il tandem venne rimosso dal programma iridato e sostituito con la prova di velocità a squadre.

## Albo d'oro
Aggiornato all'edizione 1994.
| Anno | Vincitori                                    | Secondi                                      | Terzi                                        |
| ---- | -------------------------------------------- | -------------------------------------------- | -------------------------------------------- |
| 1966 | Daniel Morelon & Pierre Trentin              | Klaus Kobusch & Martin Stenzel               | Giordano Turrini & Walter Gorini             |
| 1967 | Dino Verzini & Bruno Gonzato                 | Daniel Morelon & Pierre Trentin              | Robert Van Lancker & Daniel Goens            |
| 1968 | Giordano Turrini & Walter Gorini             | Robert Van Lancker & Daniel Goens            | Sanji Inoue & Hideo Madarame                 |
| 1969 | Werner Otto & Hans-Jürgen Geschke            | Jürgen Barth & Rainer Müller                 | Daniel Morelon & Pierre Trentin              |
| 1970 | Jürgen Barth & Rainer Müller                 | Werner Otto & Hans-Jürgen Geschke            | Daniel Morelon & Gerard Quintyn              |
| 1971 | Werner Otto & Hans-Jürgen Geschke            | Jürgen Barth & Rainer Müller                 | Daniel Morelon & Pierre Trentin              |
| 1972 | prova disputata ai Giochi della XX Olimpiade | prova disputata ai Giochi della XX Olimpiade | prova disputata ai Giochi della XX Olimpiade |
| 1973 | Vladimír Vačkář & Miloslav Vymazal           | Sergej Kopilov & Volodymyr Semenec'          | Werner Otto & Hans-Jürgen Geschke            |
| 1974 | Vladimír Vačkář & Miloslav Vymazal           | Sergej Kopilov & Volodymyr Semenec'          | Andrzej Beck & Benedyct Kocot                |
| 1975 | non assegnato                                | Vladimír Vačkář & Miloslav Vymazal           | Anatolij Jablunovskij & Sergej Komel'kov     |
| 1976 | Benedykt Kocot & Janusz Kotliński            | Ivan Kučírek & Miloš Jelínek                 | Volodymyr Semenec' & Anatolij Jablunovskij   |
| 1977 | Vladimír Vačkář & Miloslav Vymazal           | Volodymyr Semenec' & Aleksandr Voronin       | Horst Gewiss & Wolfgang Schäffer             |
| 1978 | Vladimír Vačkář & Miloslav Vymazal           | Gerald Ash & Leslie Darczewski               | Lau Veldt & Sjaak Pieters                    |
| 1979 | Yavé Cahard & Franck Dépine                  | Fredy Schmidtke & Dieter Giebken             | Vladimír Vačkář & Miloslav Vymazal           |
| 1980 | Ivan Kučírek & Pavel Martínek                | Yvon Cloarec & Franck Dépine                 | Giorgio Rossi & Floriano Finamore            |
| 1981 | Ivan Kučírek & Pavel Martínek                | Fredy Schmidtke & Dieter Giebken             | Ryszard Konolewski & Zbigniew Platek         |
| 1982 | Ivan Kučírek & Pavel Martínek                | Fredy Schmidtke & Dieter Giebken             | Sjaak Pieters & Tom Vrolijk                  |
| 1983 | Franck Dépine & Philippe Vernet              | Ivan Kučírek & Pavel Martínek                | non assegnato                                |
| 1984 | Jürgen Greil & Franck Weber                  | Franck Dépine & Philippe Vernet              | Vincenzo Ceci & Gabriele Sella               |
| 1985 | Roman Řehounek & Vítězslav Vobořil           | Nelson Vails & Leslie Darcewski              | Sascha Wallscheid & Franck Weber             |
| 1986 | Roman Řehounek & Vítězslav Vobořil           | Kit Kyle & David Lindsey                     | Andrea Faccini & Roberto Nicotti             |
| 1987 | Frédéric Magné & Fabrice Colas               | Andrea Faccini & Roberto Nicotti             | Roman Řehounek & Vítězslav Vobořil           |
| 1988 | Frédéric Magné & Fabrice Colas               | Uwe Buchtmann & Hans-Jürgen Greil            | Jiří Iliek & Lubomír Hargaš                  |
| 1989 | Frédéric Magné & Fabrice Colas               | Jiří Iliek & Lubomír Hargaš                  | Andrea Faccini & Federico Paris              |
| 1990 | Gianluca Capitano & Federico Paris           | Masaru Saeto & Narihiro Inamura              | Uwe Buchtmann & Markus Nagel                 |
| 1991 | Eyk Pokorny & Emanuel Raasch                 | Pavel Buráň & Lubomír Hargaš                 | Frédéric Lancien & Denis Lemyre              |
| 1992 | Gianluca Capitano & Federico Paris           | Pavel Buráň & Lubomír Hargaš                 | Anthony Peden & David Dew                    |
| 1993 | Roberto Chiappa & Federico Paris             | Dany Day & Stephen Pate                      | Arnošt Drcmánek & Lubomír Hargaš             |
| 1994 | Frédéric Magné & Fabrice Colas               | Jens Glücklich & Emanuel Raasch              | Roberto Chiappa & Federico Paris             |

## Medagliere
| Pos.   | Nazione          | Oro | Argento | Bronzo | Totale |
| ------ | ---------------- | --- | ------- | ------ | ------ |
| 1      | Cecoslovacchia   | 9   | 6       | 3      | 18     |
| 2      | Francia          | 7   | 3       | 4      | 14     |
| 3      | Italia           | 5   | 1       | 6      | 12     |
| 4      | Germania Ovest   | 2   | 7       | 2      | 11     |
| 5      | Germania Est     | 2   | 1       | 1      | 4      |
| 6      | Germania         | 1   | 1       | 1      | 3      |
| 7      | Polonia          | 1   | 0       | 2      | 3      |
| 8      | Unione Sovietica | 0   | 3       | 2      | 5      |
| 9      | Stati Uniti      | 0   | 3       | 0      | 3      |
| 10     | Australia        | 0   | 1       | 1      | 2      |
| 10     | Belgio           | 0   | 1       | 1      | 2      |
| 10     | Giappone         | 0   | 1       | 1      | 2      |
| 13     | Paesi Bassi      | 0   | 0       | 2      | 2      |
| 14     | Rep. Ceca        | 0   | 0       | 1      | 1      |
| Totale | Totale           | 27  | 28      | 27     | 82     |

| Pos. | Atleta              | Oro | Argento | Bronzo | Totale |
| ---- | ------------------- | --- | ------- | ------ | ------ |
| 1    | Vladimír Vačkář     | 4   | 1       | 1      | 6      |
| 1    | Miloslav Vymazal    | 4   | 1       | 1      | 6      |
| 3    | Fabrice Colas       | 4   | 0       | 0      | 4      |
| 3    | Frédéric Magné      | 4   | 0       | 0      | 4      |
| 5    | Ivan Kučírek        | 3   | 2       | 0      | 5      |
| 6    | Pavel Martínek      | 3   | 1       | 0      | 4      |
| 7    | Federico Paris      | 3   | 0       | 2      | 5      |
| 8    | Franck Dépine       | 2   | 2       | 0      | 4      |
| 9    | Hans-Jürgen Geschke | 2   | 1       | 1      | 4      |
| 9    | Werner Otto         | 2   | 1       | 1      | 4      |